# Egon Friedell
Egon Friedell ( 21 de enero de 1878 en Viena, Austria-Hungría, 16 de marzo de 1938 ibid), nacido como Egon Friedmann, fue un periodista y escritor austríaco que se destacó como dramaturgo, crítico de teatro y filósofo cultural. También trabajó como actor, cabaretista y maestro de ceremonias.

## Biografía

### Origen y años escolares
Friedell fue el tercer hijo del fabricante judío de telas de seda Moriz Friedmann y su esposa Karoline, de soltera Eisenberger. Eisenberger abandonó a la familia cuando Egon tenía un año y también dejó a los tres niños con su esposo. El matrimonio de los padres terminó en divorcio en 1887.  Cuando Friedell cumplió 50 años, la madre se presentó ante el ahora rico y renombrado hijo y le exigió el pago de la pensión alimenticia, que luego se hizo cumplir por orden judicial.
Después de la muerte de su padre en 1891, Egon vivió con una tía en Fráncfort del Meno. Fue a la escuela allí, pero fue expulsado de las clases después de dos años por alteración del orden público. Friedell ya era considerado un alborotador y un pensador lateral en Fráncfort. Siguieron varias escuelas en Austria y Alemania. En 1897 se convirtió a la fe evangélica luterana. En septiembre de 1899 aprobó el Abitur en el cuarto intento en la escuela primaria de Bad Hersfeld dirigida por Konrad Duden.

### Estudios

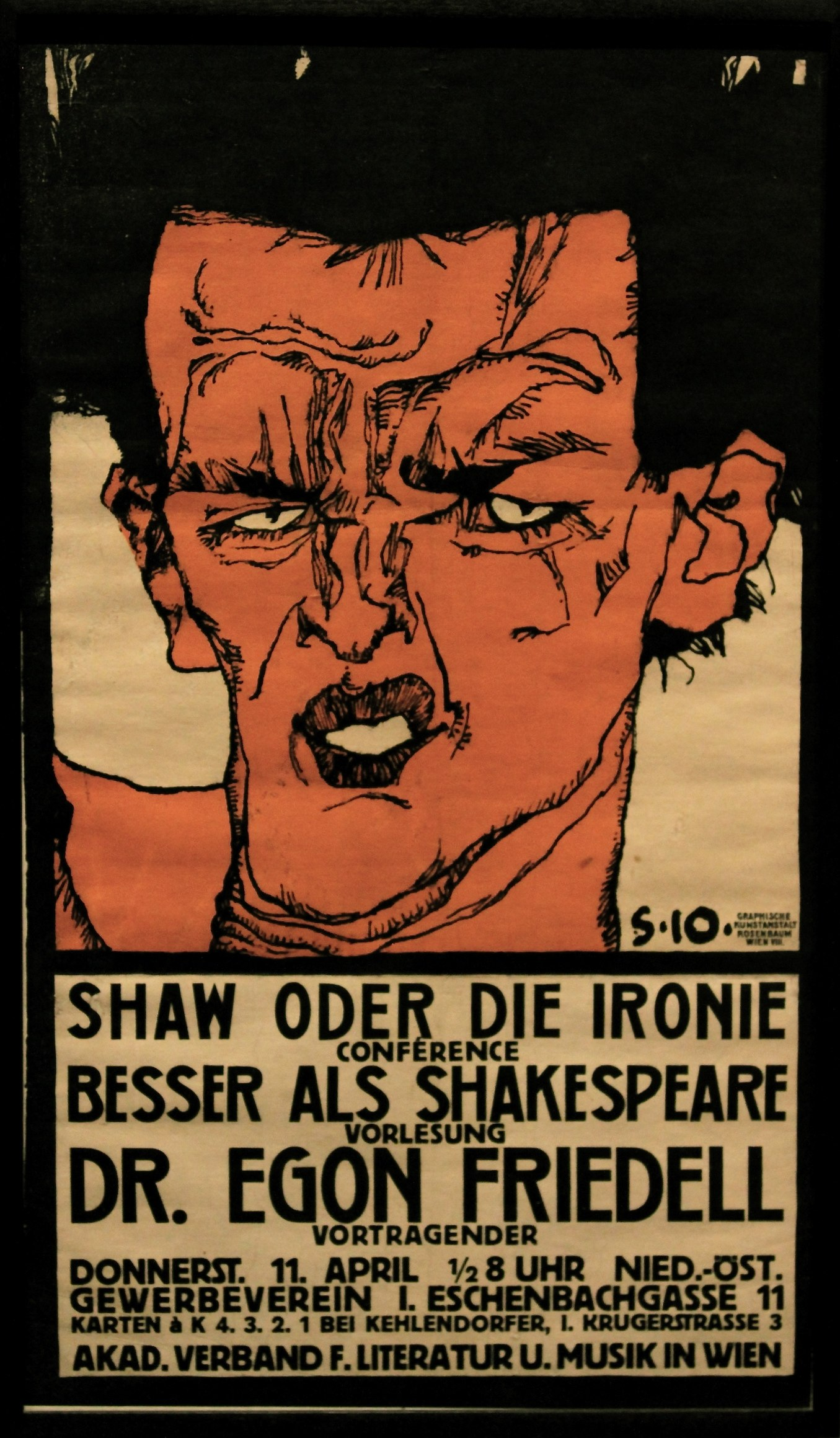
Póster de Egon Schiele (1912)

En 1897 se inscribió como estudiante invitado en la Universidad Friedrich-Wilhelms de Berlín para estudios alemanes, ciencias naturales y filosofía. Después de graduarse de la escuela secundaria, se trasladó a la Universidad Ruprecht-Karls de Heidelberg para estudiar con el hegeliano e historiador de la filosofía Kuno Fischer.
En 1899, tras disputas legales con sus familiares, se le otorgó la herencia de su padre, por lo que ya gozaba de independencia económica en Viena y podía dedicarse por completo a sus intereses, que se extendían a todas las áreas del conocimiento. Se mudó a un apartamento en Viena 18, Gentzgasse 7, en el que vivió hasta su muerte.
A partir de 1900, Friedell estudió filosofía en Viena durante nueve semestres. Durante este tiempo se unió al círculo de escritores del Café Central y pronto se convirtió en uno de los conocidos más cercanos de Peter Altenberg. Friedell escribió ensayos para periódicos y revistas como Schaubühne o März. En 1904 recibió su doctorado con una disertación sobre el tema de Novalis como filósofo, que publicó por primera vez bajo el nombre registrado oficialmente "Friedell". Tomó prestada la nueva terminación del nombre de su amigo de la universidad, Bruno Graf zu Castell-Rüdenhausen.
En su artículo Prejuicios, publicado en la revista Die Fackel en 1905 escribió: “El peor prejuicio que nos llevamos de nuestra juventud es la idea de que la vida es seria. Los niños tienen todos los instintos correctos: saben que la vida no es seria y la tratan como un juego […]". Más tarde resumió su educación en las siguientes palabras: “Nacido el 21 de enero de 1878 en Viena, me presenté dos veces en Austria y dos veces en Prusia al examen final del liceo [Matura/Abitur], aprobando la cuarta vez con gran éxito. En un período de tiempo relativamente corto obtuve mi doctorado en filosofía en Viena, lo que me dio la formación necesaria para ser el director artístico del cabaret 'Fledermaus'. " 

### Actividad profesional

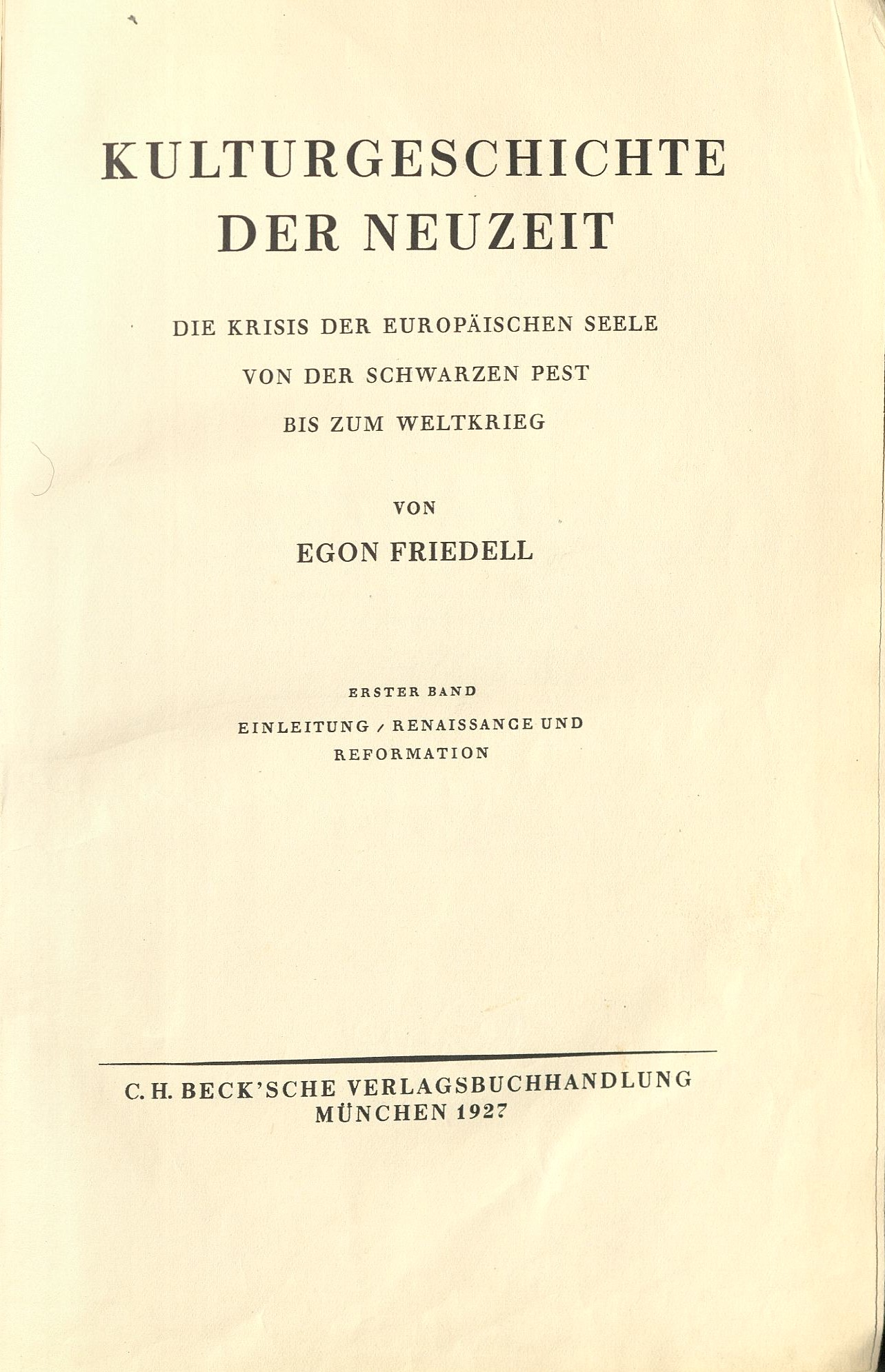
Historia cultural de los tiempos modernos, primer volumen, 1927

A partir de 1906 actuó como artista de cabaret y maestro de ceremonias en el cabaret Nachtlicht y "Hölle" así como en el cabaret Fledermaus, cuya dirección artística asumió desde 1908 hasta 1910. Felix Salten comentó: “Allí estaba ahora Egon Friedell, doctor en filosofía, bufón de la corte de la audiencia y, como la mayoría de los bufones de la corte, muy superior al maestro. " 
La mayoría de las obras fueron escritas por Peter Altenberg o conjuntamente por Friedell y Alfred Polgar, quienes fueron apodados "Polfried AG". Él cual también estaba actuando allí. Otras personas involucradas fueron Oscar Straus, Hermann Bahr, Franz Blei, Erich Mühsam, Hanns Heinz Ewers, Alexander Roda Roda y Frank Wedekind . Fritz Lang describió sus impresiones del Fledermaus: "Allí, en medio de una decoración Jugendstil, Kokoschka montó su cuento de hadas indio "Des getupfte Ei" ["El huevo punteado"] en diapositivas, el escritor Alfred Polgar [...] leyó su breve prosa y comentario cáustico, y Friedell y otros autores de creciente reputación presentaron sus bocetos y obras breves".
Junto con Alfred Polgar Friedell publicó a partir de 1908 obras paródicas como la "opereta modelo" El rey del petróleo o el vals del Danubio, la "obra militar amigable con la censura" ("a la que la hija de cada oficial puede llevar a su padre sin dudarlo") Vida de los soldados en tiempos de paz y la exitosa sátira sobre la escuela de Goethe im Examen, en la que él mismo encarnó el papel de Goethe en numerosas representaciones y que le dio a conocer en todo el mundo de habla alemana. En 1910 el editor Samuel Fischer le encargó escribir una biografía de Peter Altenberg. Sin embargo, Fischer, que esperaba comida ligera, quedó sumamente descontento con el análisis cultural y la crítica del libro, que se publicó en 1912 con el título Ecce poeta. Por lo tanto, no se publicitó y no tuvo éxito; pero marcó el comienzo del interés de Friedell por la historia cultural.
Friedell apareció por primera vez como actor en 1905 en la representación privada de La caja de Pandora de Frank Wedekind, organizada por Karl Kraus. En 1910, junto con el periodista Felix Fischer, fundó el “Teatro Intime” en la Praterstrasse. Las obras de August Strindberg, Frank Wedekind y Maurice Maeterlinck se representaron aquí por primera vez en Viena, pero las insuficiencias en las representaciones impidieron el éxito de este teatro; Friedell fue director, montador, técnico de iluminación y actor a la vez. En 1912, el escritor hizo apariciones especiales en Berlín. En 1913 Max Reinhardt lo contrató brevemente como actor.
A partir de 1914, se hicieron evidentes los crecientes problemas de alcohol y de peso, por lo que tuvo que ir a un sanatorio cerca de Múnich para su rehabilitación. Friedell estaba tan entusiasmado con el comienzo de la Primera Guerra Mundial como la mayoría de sus contemporáneos. Publicó escritos chovinistas contra los opositores a la guerra y se ofreció como voluntario para ella, pero fue rechazado por no ser apto. En 1916 cambió oficialmente su apellido "Friedmann" a "Friedell", después de que anteriormente hubiera usado a menudo el nombre artístico "Friedländer". Publicó la Tragedia de Judas en 1920, que se representó en el Burgtheater en 1923.
Después de la Primera Guerra Mundial, la riqueza heredada de Friedell fue víctima de la inflación. De 1919 a 1924 trabajó como periodista y crítico de teatro para varias revistas y periódicos, entre ellos el Neuen Wiener Journal. 1922 apareció cantera -opiniones y refranes mixtos. Aceptó además una oferta de Max Reinhardt y trabajó hasta 1927 como dramaturgo, director y actor en el Deutsches Theatre de Berlín y de 1924 a 1929 en el conjunto del Theatre en el Josefstadt de Viena, donde participó en el estreno de Der Schwierige de Hofmannsthal.
A partir de 1927 no aceptó más puestos permanentes por problemas de salud; en cambio, trabajó en Viena como ensayista, escritor independiente y traductor, principalmente en su Kulturgeschichte der Neuzeit (Historia cultural de la Edad Moderna), cuyos tres volúmenes se publicaron entre 1927 y 1931.
Entre los autores que Friedell tradujo estaban Ralph Waldo Emerson, Christian Friedrich Hebbel en 1909, Georg Christoph Lichtenberg, Thomas Carlyle y Hans Christian Andersen en 1914, Johann Nestroy y Thomas Babington Macaulay en 1924.
A lo largo de su vida publicó 22 obras con 15 editoriales diferentes. Además, escribió para 17 revistas y periódicos diferentes. Desde 1937 trabajó en dos libros inacabados, de los que sólo quedaron como bocetos: Historia de la Filosofía y Novela sobre Alejandro Magno .
Después de que los nazis tomaran el poder en Alemania en 1933, todas las editoriales alemanas y austriacas se negaron a publicar las obras de Friedell. En 1935 escribió sobre el régimen de Hitler: „El Reino del Anticristo. Todo gesto de nobleza, piedad, educación, razón es perseguido de la manera más odiosa y vulgar por una banda de depravados sirvientes domésticos.“  fines de 1937, las obras de Friedell fueron confiscadas por el régimen nacionalsocialista con el argumento de que no se ajustaban a la visión de la historia del NSDAP. En febrero de 1938, La historia cultural de Friedell fue finalmente prohibida en Alemania.

### Muerte

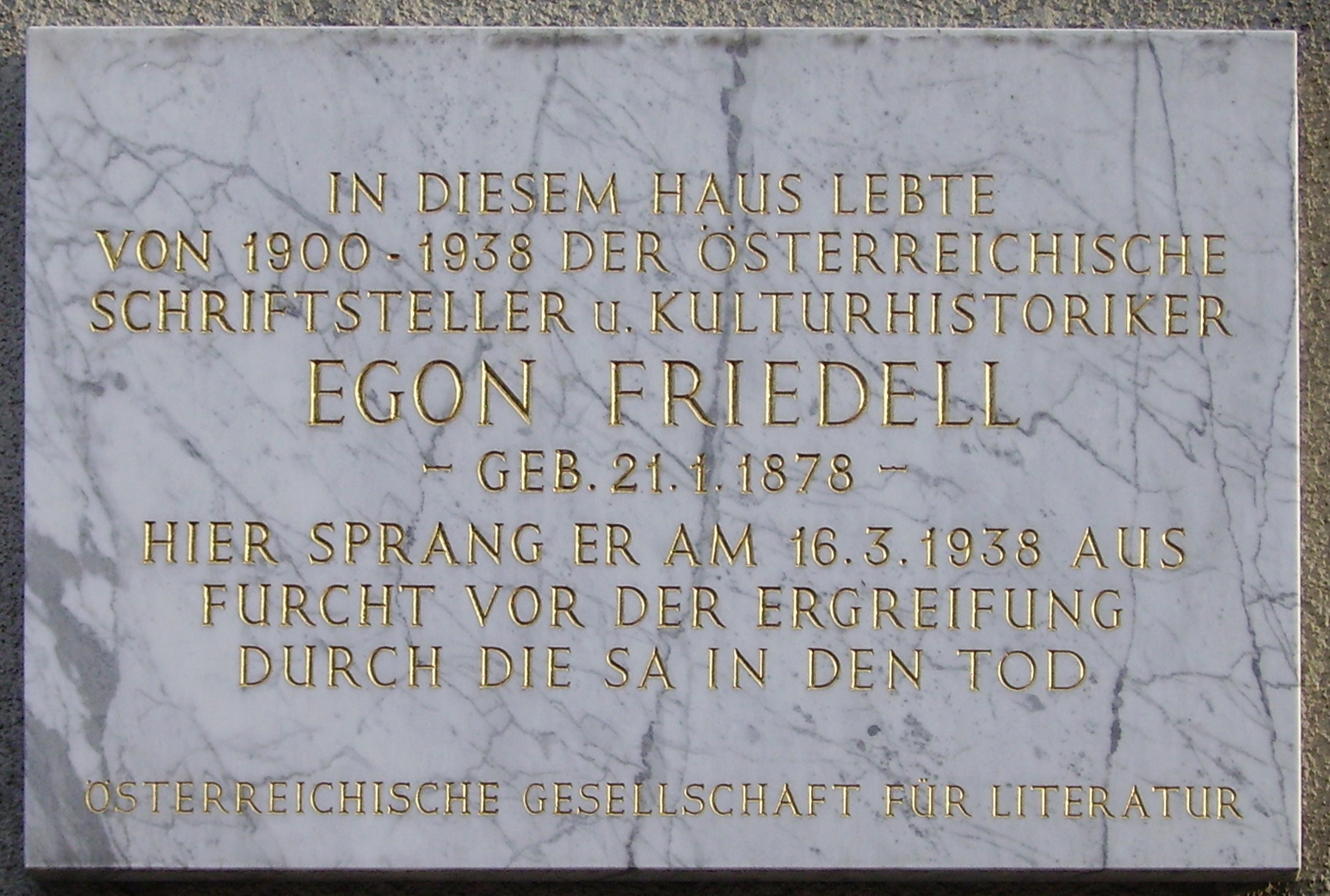
Placa conmemorativa en la casa de Gentzgasse 7 en Viena 18

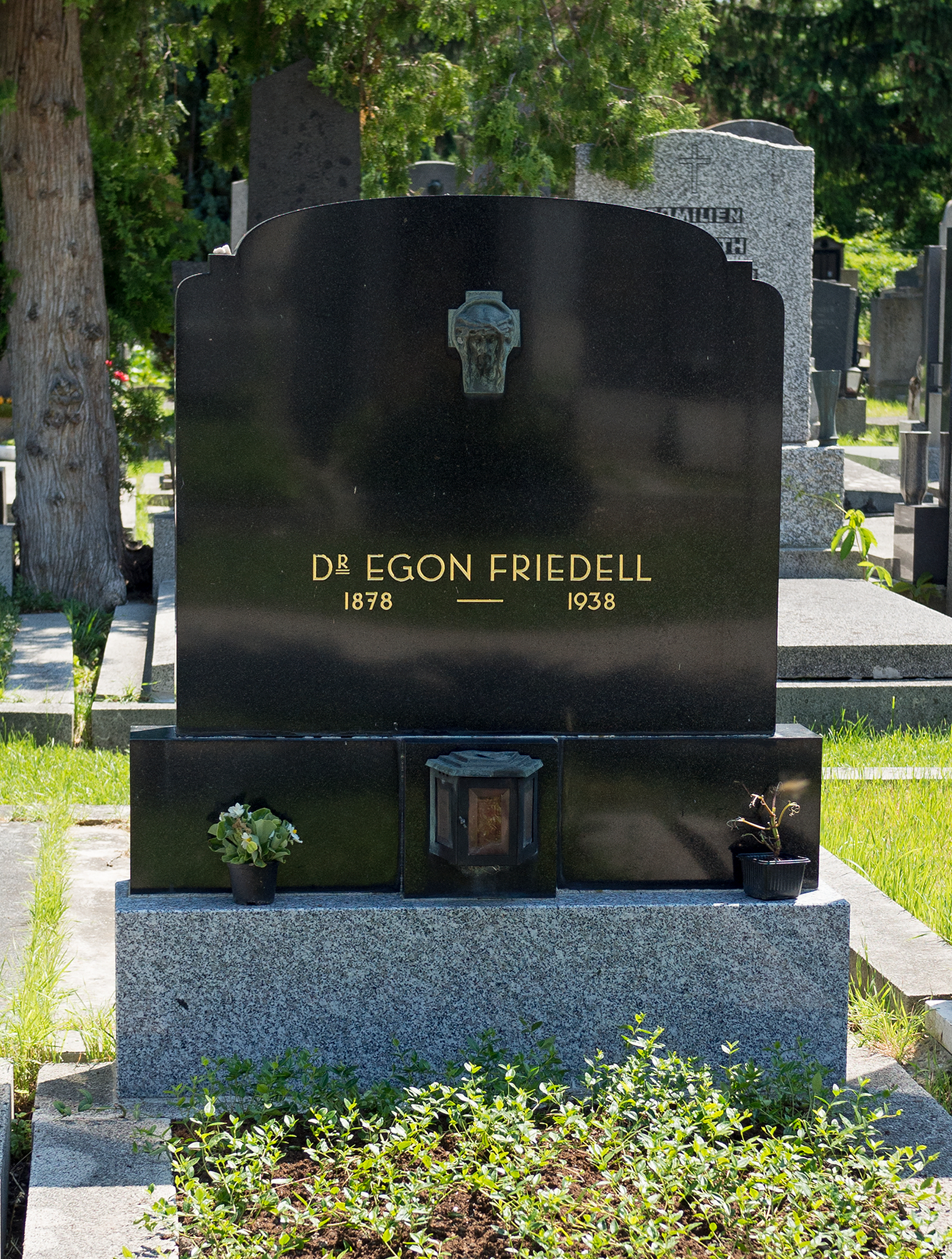
Tumba de Egon Friedell en el Cementerio Central de Viena

El 11 de marzo de 1938, un día antes de que Austria fuera anexada al Reich alemán, Friedell le escribió a Ödön von Horváth: “En cualquier caso, siempre estoy dispuesto a viajar en todos los sentidos”. Sus amigos le aconsejaron en vano que abandonara el país; Friedell estaba tan desesperado que se arrodilló y le suplicó veneno o un arma.
Alrededor de las 10 de la noche del 19 de marzo de 1938, dos hombres de las SA aparecieron frente al apartamento de Friedell y preguntaron por el “Jud Friedell”. Según algunas fuentes, Friedell no iba a ser arrestado durante esta "visita" de las SA. Friedell, sin embargo, esperaba su arresto. Mientras hablaban con su ama de llaves, se quitó la vida al arrojarse por una ventana del tercer piso. Está documentado que no dejaba de advertir a los transeúntes gritando „¡Hazte a un lado!“.
Friedell fue enterrado en el cementerio protestante de Simmering (cerca del Cementerio Central de Viena). Se convirtió en una tumba honoraria en el aniversario de su muerte en 2005.
Hilde Spiel dijo de Friedell: “En él, la embriagadora ficción del humano universal surgió ante nosotros una vez más. “ En 1954 el Viena- Floridsdorf (21. Distrito) nombró Egon-Friedell-Gasse en su honor. En 1978 se emitió un sello con su retrato para conmemorar su centenario.

## Obra

### Historia cultural
Desde finales de la década de 1920, Friedell trabajó en una rutina diaria regulada con precisión en el trabajo de su vida, la obra de tres volúmenes Kulturgeschichte der Neuzeit, en la que se describe el desarrollo desde la Baja Edad Media hasta el imperialismo de una manera original, astuta y en parte anecdótica. Friedell comienza los tiempos modernos con la gran plaga de 1348 y describe su curso como una historia de enfermedad que culmina en un "complejo de Edipo gigantesco". Su enfoque de la historia estuvo influenciado por Oswald Spengler y Jacob Burckhardt.
Friedell escribe por ejemplo: "Todas las clasificaciones que el hombre ha ideado alguna vez son arbitrarias, artificiales y falsas, pero la simple reflexión también muestra que tales clasificaciones son útiles, indispensables y sobre todo inevitables, ya que concuerdan con un aspecto innato de nuestro pensamiento". Friedell resumió el Congreso de Viena como: "el Zar de Rusia se enamora de todos; el Rey de Prusia piensa para todos, el Rey de Dinamarca habla para todos; el Rey de Baviera bebe para todos; el Rey de Württemberg come para todos ... y el Emperador de Austria paga por todos".
En 1925 el primer volumen fue publicado por Ullstein-Verlag,  a cuyo socio, Hermann Ullstein, el actor e históriador Friedell le resultaba sospechoso. Después de cinco rechazos más, el editor de Múnich Heinrich Beck publicó la obra completa en 1927. Fue un gran éxito y ha sido traducida a siete idiomas hasta la fecha. Posteriormente, Friedell pudo trabajar como escritor independiente; sus trabajos sobre historia cultural ahora son publicados por la editorial académica C. H. Beck.
En 1936, la editorial suiza Helikon publicó la primera parte de la Kulturgeschichte Ägyptens und des Alten Orients (Historia cultural de Egipto y el antiguo Oriente). Después de la Segunda Guerra Mundial, se publicó póstumamente la ya incompleta Historia cultural de Grecia, la segunda parte de la Historia cultural de la antigüedad. Se planearon más volúmenes sobre los períodos romano y cristiano primitivo.

### Publicadas durante su vida
- Novalis als Philosoph. Bruckmann, Múnich 1904.[17]
- Der Petroleumkönig. 1908.
- Goethe. Eine Szene (mit Alfred Polgar). C. W. Stern, Viena 1908.
- Ecce poeta. S. Fischer, Berlín 1912.
- Von Dante zu d’Annunzio. Rosner & Stern, Viena 1915.
- Die Judastragödie. In vier Bühnenbildern und einem Epilog. Strache, Viena 1920.
- Das Jesusproblem. Mit einem Vorwort von Hermann Bahr, Rikola, Viena 1921. En línea
- Steinbruch. Vermischte Meinungen und Sprüche. Verlag der Vienaer Graphischen Werkstätte, Viena 1922.
- „Das ist klassisch!“ Nestroy-Worte. Hg. von Egon Friedell. Mit acht Rollenbildern, Vienaer-Drucke, Viena 1922.
- Kulturgeschichte der Neuzeit. Die Krisis der europäischen Seele von der schwarzen Pest bis zum Weltkrieg. 3 Bde. Beck, Múnich 1927–31.
- Kleine Philosophie. Vermischte Meinungen und Sprüche. Phaidon, Viena 1930.
- Kulturgeschichte des Altertums. Leben und Legende der vorchristlichen Seele. Erster Teil: Ägypten und der Alte Orient. Helikon, Zúrich 1936.

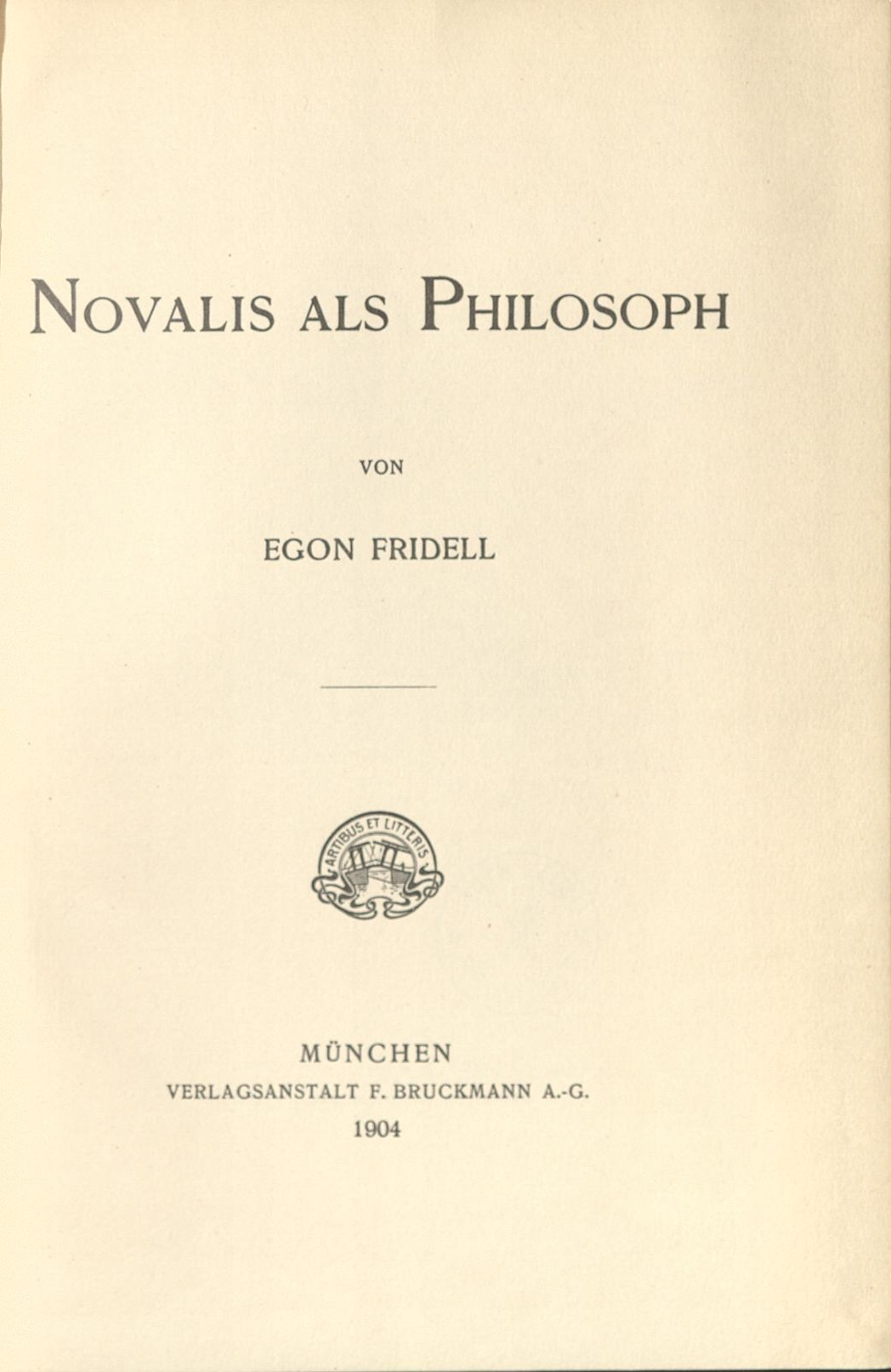
Novalis como filósofo, 1904

### Del legado
- Die Reise mit der Zeitmaschine. Phantastische Novelle. Piper, Múnich 1946.
- Friedell-Brevier. Aus Schriften und Nachlaß ausgewählt von Walther Schneider. Erwin Müller, Viena 1947.
- Kulturgeschichte Griechenlands. Leben und Legende der vorchristlichen Seele. Vorbemerkung von W. Schneider. Beck, Múnich 1949.
- Das Altertum war nicht antik und andere Bemerkungen. Hg. v. W. Schneider. Georg Prachner, Viena 1950.
- Kleine Porträtgalerie. Fünf Essays (Novalis, Carlyle, Lord Macaulay, Emerson, Peter Altenberg). Beck, Múnich 1953.
- Aphorismen zur Geschichte. Aus dem Nachlaß. Hg. v. W. Schneider. Prachner, Viena 1950.
- Briefe. Einzige, von den Erben autorisierte Ausgabe, ausgew. u. hg. v. W. Schneider. Georg Prachner, Viena 1959.
- Ist die Erde bewohnt?. Eingeleitet und ausgewählt von W. Schneider. Stiasny, Graz/Viena 1961.
- Emerson. Sein Charakter aus seinen Werken. Bearbeitet und übersetzt von Egon Friedell. Lutz, Stuttgart o. J. (1906).
  - Ralph Waldo Emerson: Repräsentanten der Menschheit. Sieben Essays. Nachwort von Egon Friedell, Diogenes (detebe 21696), Zúrich 1989, ISBN 978-3-257-21696-7.
  - Ralph Waldo Emerson: Von der Schönheit des Guten. Betrachtungen und Beobachtungen. Ausgew., übertr. und mit einem Vorw. von Egon Friedell. Mit einem Nachw. von Wolfgang Lorenz. Diogenes (detebe 22440), Zúrich 1992, ISBN 3-257-22440-0.
- Abschaffung des Genies. Essays bis 1918. Hg. v. Heribert Illig. Löcker, Viena 1982, ISBN 3-85409-042-0.
- Selbstanzeige. Essays ab 1918. Hg. v. H. Illig, Löcker, Viena 1983, ISBN 3-85409-051-X.
- Meine Doppelseele. Taktlose Bemerkungen zum Theater. Hg. v. H. Illig. Löcker, Viena 1985. ISBN 3-85409-087-0.
- Kultur ist Reichtum an Problemen. Extrakt eines Lebens gezogen und vorgesetzt von Heribert Illig. Haffmans, Zúrich 1989, ISBN 3-251-00159-0.
- „Über das Heroische in der Geschichte“ von Thomas Carlyle. Hg. v. W. Lorenz. Sabon, St. Gallen 2001, ISBN 978-3-907928-31-8.
- Der Schriftspieler. Autobiographische Schriften. Löcker, Viena 2002, ISBN 978-3-85409-368-8.
- Der Schatten der Antike. Das bislang fehlende Schlusskapitel der "Kulturgeschichte des Altertums". Hg. v. H. Illig. Mantis, Gräfelfing 2020, ISBN 978-3-928852-55-5.

### Filmografía
- 1922:  Yves, die Gauklerin

### Nuevas ediciones
- Das ist klassisch! Sprüche und Sentenzen. Herausgegeben und mit einer Vorrede von Egon Friedell. Mit Federzeichnungen von Gerald Narr. Buchverlag der Morgen, Berlín 1989.
  - Johann Nestroy: Lektüre für Minuten. Insel, Fráncfort 2001, ISBN 78-3-458-17094-5.
- Goethe und die Journalisten. Satiren im Duett. Hrsg. v. H. Illig. Löcker, Viena 1986, ISBN 3-85409-095-1.
- Ist die Erde bewohnt? Essays von 1919 bis 1931. Hrsg. v. H. Illig. Diogenes Verlag, Zúrich 1985.
  - Ist die Erde bewohnt? Theater, Feuilleton, Essay, Aphorismen, Erzählung. Volk und Welt, Berlín 1990.
- Die Judastragödie, Bastei, Viena 1963.
- Kulturgeschichte Ägyptens und des Alten Orients. C.H.Beck, Múnich, ISBN 978-3-406-44054-0.
- Kulturgeschichte Griechenlands. C.H.Beck, Múnich, ISBN 978-3-406-38061-7.
- Kulturgeschichte der Neuzeit. Ausgabe in einem Band. C.H.Beck, Múnich, ISBN 978-3-406-40988-2.
- Die Rückkehr der Zeitmaschine. Phantastische Novelle. Diogenes, Zúrich 1974 (= detebe. Band 81), ISBN 978-3-257-20177-2.
- Steinbruch. Kleine Philosophie. Diogenes (detebe 21987), Zúrich 1991, ISBN 3-257-21987-3.
- Vom Schaltwerk der Gedanken. Essays zu Politik, Geschichte, Philosophie, Religion, Theater und Literatur / Autobiographische Skizzen und Feuilletons. Herausgegeben von Daniel Keel und Daniel Kampa. Diogenes, Zúrich 2007, ISBN 978-3-257-06625-8.
- Kulturgeschichte der Neuzeit. Kulturgeschichte Ägyptens, in einem Band. Zweitausendeins, ISBN 978-3-86150-893-9.

## Películas
- 1978: Egon Friedell. Kauz, Dilettant und Genie. Eine Produktion des Saarländischen Rundfunks/Fernsehen 1978 (60 Minuten). Buch und Regie: Klaus Peter Dencker
- 2003: Ich spotte, auch wenn ich dafür bluten muss. Die zwei Seiten des Genies der Kulturgeschichte Egon Friedell, [Bildtonträger], Gespräch mit Heribert Illig. Düsseldorf: Dctp in: (Deutsches Literaturarchiv, Marbach), 1 Videokassette (VHS, 25 Min.) farb.

## Literatura
- Gertraud Heid (1961). «Friedell, Egon». Neue Deutsche Biographie (NDB) (en alemán) 5. Berlín: Duncker & Humblot. p. 446; (texto completo en línea)
- Peter Haage: Der Partylöwe, der nur Bücher fraß. Egon Friedell und sein Kreis. Claassen, Hamburg 1971.
- Klaus Peter Dencker: Der junge Friedell. Dokumente der Ausbildung zum genialen Dilettanten. Beck, Múnich 1977.
- Heribert Illig: Schriftspieler – Schausteller. Die künstlerischen Aktivitäten Egon Friedells. Dissertation. Löcker, Viena 1987, ISBN 3-85409-105-2.
- Roland Innerhofer: Kulturgeschichte zwischen den beiden Weltkriegen. Egon Friedell. Böhlau, Viena 1990.
- Wolfgang Lorenz: Egon Friedell. Momente im Leben eines Ungewöhnlichen. Eine Biographie. Ed. Raetia, Bozen 1994, ISBN 88-7283-054-0.
- Franz Rottensteiner: Friedell, Egon. In: Lexikon der Science Fiction-Literatur seit 1900. Mit einem Blick auf Osteuropa. Herausgegeben von Christoph F. Lorenz. Peter Lang, Fráncfort am Main 2016, ISBN 978-3-63167-236-5, S. 281–286.
- Bernhard Viel: Egon Friedell: Der geniale Dilettant. C. H. Beck, Múnich 2013, ISBN 978-3-406-63850-3.
- Hans Veigl: Mit Goethe im Nacht-Cabaret. Egon Friedell zwischen Kleinkunst und Kulturgeschichte. Österreichisches Kabarettarchiv, Graz 2013, ISBN 978-3-9501427-3-0.

## Retratos ficticios
- Gernot Friedel: Egon Friedell – Abschiedsspielereien. Romanbiographie. Molden, Viena 2003, ISBN 3-85485-093-X.
- Egyd Gstättner: Vienaer Fenstersturz oder: Die Kulturgeschichte der Zukunft. Roman. Picus, Viena 2017. ISBN 978-3-7117-2055-9.